# Le Conseiller
Pour plus de détails, voir Fiche technique et Distribution.
Le Conseiller (Il consigliori) est un film italo-espagnol réalisé par Alberto De Martino sorti en 1973.

## Synopsis
Thomas Accardo, un jeune avocat, est le filleul de Don Antonio Macaluso, patron de Cosa Nostra, membre du gang mafieux qui étend son domaine jusqu'à la côte ouest de Los Angeles. Terminé pour une courte période en prison et amoureux de Laura Murchison, Thomas, dit le Consiglioori, décide de prendre sa retraite pour exercer honnêtement son métier. Cependant, Vincenzo Garofalo en profite, qui rassemble bientôt d'autres dissidents autour de lui et déclenche ainsi une guerre contre la famille Macaluso. Les pertes des familles et les nombreuses défections incitent Thomas à reprendre son poste et à accepter une réunion pacificatrice qui, pour la justesse du médiateur, Don Michele, ne tourne pas au massacre. Déménagés en Sicile soutenus par Calogero, les Macalusos se réorganisent et affrontent Garofalo.

## Fiche technique
- Titre : Le Conseiller
- Titre original : Il consigliori
- Réalisation : Alberto De Martino
- Scénario : Adriano Bolzoni, Alberto De Martino, Vincenzo Flamini et Leonardo Martín
- Photographie : Joe D'Amato, Rafael Pacheco
- Montage : Otello Colangeli
- Musique : Riz Ortolani
- Costumes :
- Décors :
- Sociétés de production : Capitolina Produzioni Cinematografiche, Star Films S.A.
- Pays :  Italie |  Espagne
- Langue : italien
- Format : Couleur (Telecolor) — 35 mm — 2,35:1 — Son : Mono
- Genre : Drame et policier
- Durée : 104 minutes
- Date de sortie :
  -  Italie : 30 août 1973
  -  Espagne : 11 février 1974
  -  Allemagne de l'Ouest : 12 juillet 1974
  -  France : 14 août 1974
- Affiche : Georges Kerfyser (France)

## Distribution
- Tomas Milian : Thomas Accardo
- Martin Balsam : Don Antonio Macaluso
- Francisco Rabal : Vincent Garofalo
- Dagmar Lassander : Laura Murchison
- Perla Cristal : Dorothy
- Carlo Tamberlani : Don Michele Villabate
- Manuel Zarzo : Dorsiello
- John Anderson : Don Vito Albanese
- Franco Angrisano : Torrillo
- Fortunato Arena : l'homme de main de Garofalo
- Carlo Gaddi : Carlo
- Giovanni Pallavicino (it)
- Giovanni Carbone
- Carla Mancini
- Lorenzo Piani
- Sacheen Littlefeather : Maggie/la prostituée
- George Rigaud : le prêtre
- Eduardo Fajardo : Calogero Vezza
- Nello Pazzafini : le tueur à Polizzi Generosa
- Ray K. Goman : Sergent Dieterle
- Les Waggoner